# BBC Player
BBC Player - serwis strumieniowania wideo w internecie zarządzany przez BBC Studios, dostępny jako aplikacja na urządzenia mobilne oraz w przeglądarce, jako zagraniczna wersja platformy streamingowej BBC iPlayer, po której odziedziczyła podobieństwo w nazewnictwie oraz identyfikacji wizualnej.
Serwis pierwotnie wystartował w 2016 roku w Singapurze w ramach subskrypcji platformy StarHub, rok później w Malezji poprzez Telekom Malaysia. W późniejszym okresie platforma na obydwu rynkach usamodzielniła się i dostępna jest jako dedykowana usługa. 
Od czerwca 2022 roku dostępny jest w Polsce jako część serwisu CANAL+ Online. Przez pierwsze dwa miesiące była ona dostępna dla wszystkich subskrybentów CANAL+ bez dodatkowych opłat. Po tym okresie jest dostępna jako dedykowany pakiet.
BBC Player oferuje treści udostępniane widzom w kanałach linearnych BBC, takich jak BBC Brit, BBC Earth, BBC First, BBC Lifestyle, czy CBeebies.